# Peder Simonsen
Peder Simonsen (* 1. Dezember 1987) ist ein norwegischer Jazz- und Improvisationsmusiker (Tuba, electronics, drum machine).
Simonsen studierte ab 2006 in der Jazzabteilung der NTNU; er setzte seine Studien in Berlin und Amsterdam fort. Er spielte Popmusik bei  Klang Kollektif und Ine Hoem. Seinen Durchbruch schaffte er, als er im Sommer 2011 mit Jaga Jazzist auf ihrer Tour in den USA und Kanada spielte. Zudem arbeitete er mit Invader Ace, einem Duo mit Anton Toorell aus der Underground-Szene in Stockholm. Das Duo hat die Doppel-EP Dance / Love veröffentlicht. Gemeinsam mit Martin Taxt und Robin Hayward betreibt er das der Mikrotonalität verhaftete Tubatrio Microtub, das seit 2011 sechs Alben veröffentlicht hat, darunter Thin Peaks (2024). Er spielte Tuba solo mit Angus & Julia Stone in Paris und hat Musik für Tanzshows geschrieben. 2012 veröffentlichte er sein Solo-Album No. 2. Weiterhin ist er auch auf Alben mit dem Trondheim Jazzorkester, Therese Aune, Marcus Forsgren und mit Martin Horntveth zu hören.